# Којо Ескић
Којо Ескић (Сарајево, 3. април 1973 — Мисоча, код Илијаша, 22. септембар 1992) био је један од најмлађих бораца Илијашке бригаде, Војске Републике Српске, током рата у Босни и Херцеговини (1992–1995). Одликован је Златном медаљом за храброст.

## Биографија
Којо (Милорада) Ескић рођен је 3. априла 1973. године у Сарајеву. У родном граду је завршио основну и средњу школу, а онда одслужио и редовни војни рок.
Након редовног војног рока, рат га затиче у Илијашу, гдје постаје припадник извиђачке чете, Илијашке бригаде, Војске Републике Српске. Као припадник ове јединице показао је изузетну храброст и довитљивост. Приликом једне акције, заузимања непријатељског положаја у мјесту Мисоча код Илијаша, рањен је хицем у главу. Тешко рањен, на путу до илијашког Дома здравља подлегао је у санитетском возилу.
Млади Ескић првобитно је сахрањен у градском гробљу у Илијашу, али након предаје овог града у руке муслиманских снага, његови посмртни остаци су пренесени на војничко гробље Мали Зејтинлик, на Сокоцу.
Посмртно је одликован 1993. године, Златном медаљом за храброст.